# Гукстаун (Пенсільванія)
Гукстаун (англ. Hookstown) — місто (англ. borough) в США, в окрузі Бівер штату Пенсільванія. Населення — 129 осіб (2020).

## Географія
Гукстаун розташований за координатами 40°35′56″ пн. ш. 80°28′25″ зх. д. / 40.59889° пн. ш. 80.47361° зх. д. (40.598874, -80.473750).  За даними Бюро перепису населення США в 2010 році місто мало площу 0,35 км², уся площа — суходіл.

## Демографія
Згідно з переписом 2010 року, у селищі мешкало 147 осіб у 62 домогосподарствах у складі 41 родини. Густота населення становила 419 осіб/км².  Було 70 помешкань (200/км²).
Расовий склад населення:
| - 95,9 % — білих - 0,7 % — чорних або афроамериканців - 1,4 % — осіб інших рас |

До двох чи більше рас належало 2,0 %. Частка іспаномовних становила 1,4 % від усіх жителів.
За віковим діапазоном населення розподілялося таким чином: 23,8 % — особи молодші 18 років, 58,5 % — особи у віці 18—64 років, 17,7 % — особи у віці 65 років та старші. Медіана віку мешканця становила 42,6 року. На 100 осіб жіночої статі у селищі припадало 119,4 чоловіків;  на 100 жінок у віці від 18 років та старших — 115,4 чоловіків також старших 18 років.
Медіана доходів становила 43 125 доларів для чоловіків та 37 500 доларів для жінок. За межею бідності перебувало 13,4 % осіб, у тому числі 0,0 % дітей у віці до 18 років та 8,7 % осіб у віці 65 років та старших.
Цивільне працевлаштоване населення становило 67 осіб. Основні галузі зайнятості: освіта, охорона здоров'я та соціальна допомога — 25,4 %, виробництво — 17,9 %, транспорт — 14,9 %.